# Protocole d'audition du NICHD
 (mars 2021).
La mise en forme du texte ne suit pas les recommandations de Wikipédia : il faut le « wikifier ».
Les points d'amélioration suivants sont les cas les plus fréquents :
- Les titres sont pré-formatés par le logiciel. Ils ne sont ni en capitales, ni en gras.
- Le texte ne doit pas être écrit en capitales (les noms de famille non plus), ni en gras, ni en italique, ni en « petit »…
- Le gras n'est utilisé que pour surligner le titre de l'article dans l'introduction, une seule fois.
- L'italique est rarement utilisé : mots en langue étrangère, titres d'œuvres, noms de bateaux, etc.
- Les citations ne sont pas en italique mais en corps de texte normal. Elles sont entourées par des guillemets français : « et ».
- Les listes à puces sont à éviter, des paragraphes rédigés étant largement préférés. Les tableaux sont à réserver à la présentation de données structurées (résultats, etc.).
- Les appels de note de bas de page (petits chiffres en exposant, introduits par l'outil «  Source ») sont à placer entre la fin de phrase et le point final[comme ça].
- Les liens internes (vers d'autres articles de Wikipédia) sont à choisir avec parcimonie. Créez des liens vers des articles approfondissant le sujet. Les termes génériques sans rapport avec le sujet sont à éviter, ainsi que les répétitions de liens vers un même terme.
- Les liens externes sont à placer uniquement dans une section « Liens externes », à la fin de l'article. Ces liens sont à choisir avec parcimonie suivant les règles définies. Si un lien sert de source à l'article, son insertion dans le texte est à faire par les notes de bas de page.
- La présentation des références doit suivre les conventions bibliographiques. Il est recommandé d'utiliser les modèles {{Ouvrage}}, {{Chapitre}}, {{Article}}, {{Lien web}} et/ou {{Bibliographie}}. Le mode d'édition visuel peut mettre en forme automatiquement les références.
- Insérer une infobox (cadre d'informations à droite) n'est pas obligatoire pour parachever la mise en page.

Pour une aide détaillée, merci de consulter Aide:Wikification.
Si vous pensez que ces points ont été résolus, vous pouvez retirer ce bandeau et améliorer la mise en forme d'un autre article.
 (mars 2021).
Le protocole d'audition du NICHD (National Institute of Child Health and Human Development) est une technique d'audition qui a pour vocation de recueillir le témoignage des enfants témoins et victimes dans les meilleures conditions.  Il a été créé aux États-Unis par Poole et Lamb en 1998, traduit au Québec en langue française par Cyr et Dion et en France il a été proposé  par JL Viaux au ministère de la Justice une traduction en 2002 dans un rapport portant sur les allégations d'abus sexuels dans les contentieux familiaux. Il a depuis été traduit dans de nombreuses langues dans de nombreuses langues. Même s'il fut initialement conçu pour l'audition des mineurs de 4 à 12 ans, victimes de violences sexuelles, il se révèle être tout à fait adapté à l'audition des mineurs témoins et des adolescents. Les grands principes qui le sous-tendent sont la non-suggestibilité et l'adaptation des questions aux capacités des enfants, dans le but d'obtenir un récit le plus riche et le plus fiable possible. L'utilisation de ce protocole, destiné avant tout aux enquêteurs (de la police nationale et de la gendarmerie nationale pour la France) et aux magistrats est préconisée depuis 2015 par la DACG. Il se présente sous la forme d'un guide qui précise les différentes activités et étapes à proposer à l'enfant ainsi que les questions à lui poser. 3 grandes phases successives constituent ce protocole : la phase pré-déclarative, la phase déclarative et la phase de clôture,,. 

## Les 3 phases

### La phase pré-déclarative
Cette phase permet de mettre l'enfant en confiance et de le préparer à parler des faits pour lesquels il est entendu. Pour ce faire, l'enquêteur se présente et explique son rôle, lui présente le matériel d'enregistrement et la salle, lui demande comment il se sent. L'enfant est ensuite invité à parler des choses qu'il aime faire. Plusieurs règles lui sont ensuite évoquées et illustrées : l'enfant peut dire qu'il ne comprend pas, qu'il ne connaît pas la réponse, il peut corriger l'enquêteur s'il se trompe et il doit dire la vérité en ne parlant que des choses qui lui sont réellement arrivé. L'enfant est ensuite invité à raconter, du début à la fin, un événement récent, positif et sans lien avec les faits. L'enquêteur le questionne à ce sujet à l'aide de segmentations de temps et d'invitations à indice. Cet entraînement de la mémoire épisodique permet d'évaluer le développement cognitif et langagier de l'enfant, de continuer à créer une relation de confiance et de l'habituer à répondre à des questions ouvertes. Cette phase ne devrait pas durer plus de 8 minutes.  

### La phase déclarative
C'est durant cette phase que l'enquêteur va tenter de recueillir les allégations de l'enfant concernant les faits dont il aurait pu être victime. Pour ce faire le protocole propose une série de phrases, invitant l'enfant à parler de ce qui a pu lui arriver. Dès lors que l'enfant commence son récit, l'enquêteur l'invitera à fournir plus de détails à l'aide d'invitations générales « Dis-moi tout ce qu’il s’est passé du début à la fin » puis de segmentations « Dis-moi tout ce qu'il s'est passé de... jusqu'à...» et d'invitations à indices « Parle-moi plus de... ». Les détails manquants pourront être obtenus, dans un second temps avec des questions directives « Quoi, comment, qui, où, quand … ?" Après un temps de pause, des questions complémentaires portant sur la présence de témoins, d'éventuelles autres personnes au courant de l'agression, seront posées. 

### La phase de clôture
La phase de clôture a pour objectif de terminer l'audition dans les meilleures conditions. L'enfant est remercié pour sa participation, il peut s'il le souhaite aborder d'autre choses, rajouter des détails, poser des questions. Il est également invité à recontacter l'enquêteur s'il souhaite encore lui parler. 

## L'efficacité du protocole
De nombreuses études de laboratoire et de terrain ont montré l'efficacité à la fois du protocole, des différents phases le constituant et des techniques d'enseignement de celui-ci. L'utilisation du protocole permet notamment d'obtenir un taux de révélation plus important et augmente la probabilité de suites judiciaires de l'affaire. Dans l'étude de Cyr et Lamb, les enquêteurs québécois (francophones) formés au protocole utilisent trois fois plus de questions ouvertes et deux fois moins d'autres types de questions que sans le protocole ; le nombre total de questions a diminué de 25% et le nombre moyen de détails obtenus par question posée est passé de 3 à 5 grâce au protocole. La majorité des informations recueillie l'est donc grâce à la mémoire de rappel, considérée comme plus fiable et plus exacte que la mémoire de reconnaissance.

## La formation au protocole

### En France
L'utilisation correcte et adaptée de ce protocole nécessite une formation dédiée. 
Au sein de la Gendarmerie Nationale, le protocole d'audition du NICHD est enseigné par le CNFPJ depuis 2016,. La formation, d'une durée de deux semaines, propose des cours pratiques et théoriques associés à des mise en situation. 
Dans la Police Nationale, le protocole du NICHD est enseigné aux enquêteurs nouvellement affectés dans une Brigade de Protection des Familles (BPF) depuis décembre 2016. 
En ce qui concerne les magistrats, le protocole du NICHD est étudié dans le cadre de sessions de formation continue proposées par l'ENM (Enfants maltraités : les enjeux juridictionnels, Construction de la personnalité et Parole de l’enfant en justice),. 
Un manque de personnels formés est toutefois souligné par les professionnels de terrain. 